# Володар білого золота
«Володар білого золота» — фентезійний роман американського письменника Стівена Р. Дональдсона, остання книга другої трилогії циклу «Хроніки Томаса Ковенанта».

## Короткий зміст сюжету
Покинувши затонулий острів Єдиного Дерева, гігантський корабель Старфайр Ґем бере курс на повернення на Землю. У небезпечному районі океану, відомому як Душеїд, корабель збиває з курсу в далеку північну частину Землі та стає скованим льодом. Розуміючи, що потреби Землі не можуть чекати весняного танення, Томас Ковенант залишає корабель і вирушає на південь над льодовим пейзажем у супроводі Лінден, Вейна, Фіндаїла Елогіма, Кейла з Гаручаю та чотирьох Велетнів.
Під час своєї подорожі група стикається з багатьма небезпеками, але зрештою зустрічається з Сандером і Голліан, вихідцями з Землі, які залишили Ковенант, щоб спробувати організувати опозицію до корумпованого Клейва. Вони не можуть запропонувати розради: Клейв став настільки жадібним до крові, що заради підтримки Сонячного Вогню були повністю спустошені цілі села, що робить псування природи Сонячним Вогнем гіршим, ніж будь-коли. Лише непохитний Гаручай, звільнений від магічного примусу Клаве, об'єднався на бік свободи.
Проте Ковенант і його супутники йдуть до Ревельстоуна, гірської фортеці Клейва. Опинившись там, Ковенант приголомшує інших, викликаючи Сандгоргона, звіра, відповідального за смерть двох його товаришів з Гаручаю у попередній книзі. Сендгорґон, вдячний Ковенанту за те, що раніше позбавив його життя, прориває зовнішній захист великої фортеці. Після жахливої боротьби Ковенант і Сендгоргон спромоглися знищити Рейвера, який очолює Клаву, але ціною життя Грімманда Хоннінскрава, доблесного капітана Велетнів Старфайр Ґем.
Оплакуючи втрату свого друга та смерть багатьох невинних мешканців Ревелстоуну, Ковенант зміг примиритися зі своїм божевіллям влади завдяки процесу, у якому він імітує гігантську камору, ритуал очищення вогнем. Використовуючи Банефір та дику магію свого каблучка з білого золота, він здатний звести нанівець дію дивної отрути, якою він був заражений. Цей процес шкодить Ковенанту, але не завдає йому остаточної шкоди. За допомогою Піщаної горгони Лінден і Ковенант можуть загасити Бонефір. Поразка Клейва призводить до того, що пошкодження Сонячної пораження зменшується, але не зникає.
Відправляючи Кейла та Гігантського туманного плетива розвідувати Старфайр Ґем на східному узбережжі Землі та доручаючи решті Гаручаю відновити роль своїх предків Кровавих охоронців як охоронців Ревелстону, Ковенант та решта його групи вирушили кинути виклик лорду Фолу прямо, у своєму лігві в надрах Громової Гори. По дорозі Голліан та її ненароджена дитина гинуть, протистоячи нападу банди викривлених Сонячним Бейном ур-вілів. Від горя Сандер залишається заціпенілим і безмовним: в Анделайні Форестар Каер-Каверал жертвує своїм безсмертним життям, щоб возз'єднати Сандера з Голліан і дитиною, яка ще не народилася, і дати їм другий шанс на життя. Цим він порушує Закон Життя, який не дозволяє мертвим безпосередньо втручатися у світ живих. Позбавлений захисту Лісових, Анделайн починає піддаватися Сонячній Смерті. Ковенант залишає молоду родину в Анделайні та продовжує свою подорож у супроводі Лінден, двох Велетнів, Вейна та Фіндейла.
На Горі Грому Ковенант добровільно віддає каблучку з білого золота Зневажаючому, дія, яка була передбачена лордом Фоулом після першого повернення Ковенанта до Краю; Лінден Ейвері утримується від того, щоб перешкодити йому в цій дії, попри її здатність це зробити. Потім Зневажаючий вбиває Ковенанта та за допомогою дикої магії намагається знищити Арку Часу. Однак дух Ковенанта блокує його напад: подібно до очисного досвіду з Банефайном, сила дикої магії завдає Ковенантові болю, але не шкодить йому, і фактично із кожною атакою робить його більш могутним (пізніше Ковенант пояснює: «Фол зробив те, що я не міг: він спалив отруту»). Здатність Завіту втручатися таким чином розкривається як наслідок порушення Закону Життя та виконання пророцтва Господа Морама («Ти — біле золото»). Нездатний зрозуміти це, лорд Фол продовжує атакувати дух Ковенанта, поки не зникне, втративши всю свою силу. Тоді Лінден Евері бере каблучку з білого золота та використовує її, щоб зв'язати Вейна з Фіндайлом. Таким чином Лінден створює новий Посох Закону, поєднуючи жорсткість і структуру знань ур-вілів із чистою та вільною земною силою Елогімів. Потім, поєднавши новий Посох із силою дикої магії, вона зцілює Країну Сонячного Закляття.
Віддавши посох Велетням, щоб вони взяли їх до Сандера та Голліан, Лінден зникає. У підвішеному стані між світами Ковенант розмовляє з нею та пояснює, як він переміг Фоула, і запевняє її, що їхнє кохання перевершить час і смерть. Лінден прокидається в «реальному» світі, знаходячи Ковенанта мертвим, як і очікувалося, але втішається усвідомленням того, що завдяки його любові вона відкупила і себе, і Землю. У самому кінці книги бере обручку Ковенанта з білого золота.

## Відгуки
Дейв Ленгфорд рецензував «Володар білого золота» для White Dwarf № 40 і заявив, що «заплутаний підхід Дональдсона до фентезі є оригінальним і бажаним, хоча нескінченні мучені дилеми Ковенанта можуть набриднути. Додаткове роздратування викликає дикція, незграбно ерудована, як завжди [. . . ] Якби якийсь редактор вичистив цю нісенітницю і скоротив книгу до розміру, який можна осягнути».
Дейв Прінгл написав рецензію на «White Gold Wielder» для журналу Imagine і заявив, що «„Володар білого золота“ є сильнішою роботою, ніж попередній том (Одне дерево)».
Рут Кемпбелл зазначила, що «(. . .) Пишучи це, Дональдсон, мабуть, усвідомлював, що пише для аудиторії, яка добре знайома з „Володарем перснів“ і особливо з катастрофічною сценою на горі Дум. Подібно до мене, будь-хто, хто знайомий із цією книгою та цією сценою, мабуть, жахнувся, виявивши, що Ковенант збирався добровільно віддати Перстень Фоулу. Що? Як він міг зробити таке? Добровільно віддати перстень цій злій істоті? Ковенант збожеволів? І тоді результат його виправдовує. Який передбачуваний сміх мав Дональдсон над нашими рахунками, коли писав цю сцену! Що ж, виявляється, те, що було б найгіршим для Фродо, було найкращим для Ковенанта. Це не той Перстень, інша магія. Найголовніше, це не той самий письменник… Це чудовий трюк».